# شهر عسل

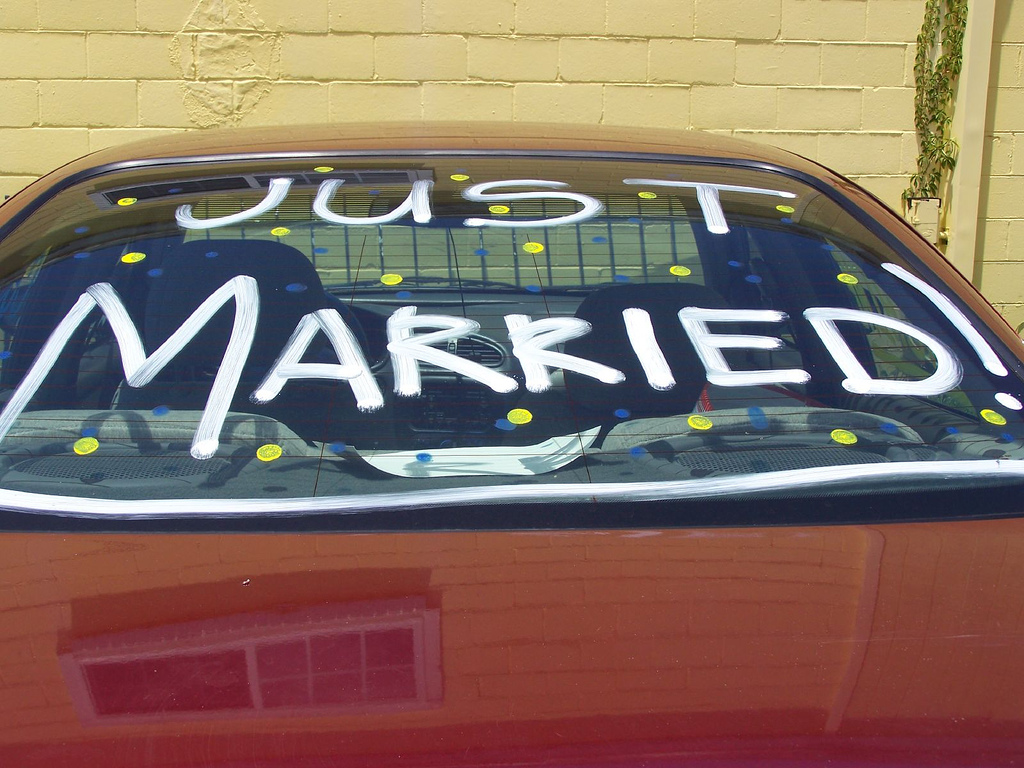
سيارة للانطلاق في رحلة

شهر العسل هي الفترة الزمنية التي يقضيها عريسان بعد إتمام مراسم الزواج وسكنهم في بيت واحد ، ومدتها شهر واحد. تلقب بشهر العسل بسبب أن كل منهم يتفرغ للأستمتاع بالأخر. وكيفية قضاء شهر العسل تختلف من شعب إلى أخر ومن مجموعة إلى أخرى مثلاً الأثرياء يفضلون السفر مباشرة بعد حفلة العرس إلى منطقة سياحية، وفي بعض المناطق الزراعية يبقى العريس وعروسه في البيت لاستقبال المهنين والزوار بينما تتكفل ام العروس بإرسال الطعام لبيت الزوجية.

## معتقدات تاريخية
يعتقد أن أصل هذا التقليد يعود لأكثر من 4000 سنة[بحاجة لمصدر]، ويقال بأن عند البابليون [بحاجة لمصدر] كان يتوجب على أب الزوجة تقديم للزوج، طيلة شهر قمري، كميات من الجعة مصنوعة بالعسل. هذا لاعتقاد أن هذا النوع من الجعة يرفع درجة الخصوبة الجنسية والقدرة الجنسية [بحاجة لمصدر].

## أصل التسمية
كان شهر العسل في الأصل الفترة التي تلي الزواج وغالباً ما تتسم "بالحب والسعادة"، كما عرفت هذه الفترة منذ عام 1546م. وقد تشير الكلمة إلى فكرة أن الشهر الأول للزواج هو "الأجمل والأحلى".
ويُعتقد أن هناك بعض الأسباب التي دفعت إلى تسميته بهذا الاسم:
السبب الأول يرجع إلى وجودة عادة شهر العسل لدى البابليون، حيث يقدمون شراباً ممزوجاً بالعسل الأبيض للعروسين طيلة الشهر القمري بعد الزواج.
السبب الثاني يرجع إلى عصر الرومان، حيث كانت لديهم عادة عبارة عن تناول كوب من الماء الممزوج بالعسل يومياً لمدة شهر كامل، ذلك لأنهم يرون أن ذلك يزيد من القدرة الجنسية للرجل.
اليوم تغيرت عادات الناس في الاحتفال بالعرس، ولكن ظلت تسمية الفترة الأولى بين العريسين بشهر العسل، رغم أنهم لا يقومون بنفس العادات القديمة لشهر العسل.

## طريقة قضاء شهر العسل في السنوات الأخيرة
تنوعت في السنوات الأخيرة طرق قضاء شهر العسل بشكل قد يكون مختلفا عن السنوات السابقة، حيث يقوم الكثير من العرسان بالسفر إلى بضع البلدان والمدن السياحية، عن طريق وكالات الأسفار، ومن أشهر البلدان التي يتوجهون إليها من أجل قضاء شهر العسل: تركيا، ودولة إسبانيا، حيث تقدم الكثير من الوكالات خيارات وخطط من أجل قضاء شهر عسل عن طريق توفير السياحة في مدن تاريخية وفنادق فخمة ومنتجعات سياحية مميزة.
من أشهر الدول التي يسافر إليها الناس لقضاء شهر العسل: دول إسبانيا، حيث المدن التاريخية والمميزة، مثل: مدريد وبرشلونة وجزيرة مايوركا، وغيرها من المدن والأماكن السياحية الفاخرة والمميزة.

## أثاره
خلصت إحدى الدراسات العلمية لعام 2015 إلى أن قضاء شهر العسل يرتبط بانخفاض معدل الطلاق إلى حد ما، بغض النظر عن الأموال التي انفقت على هذا شهر. ويرتبط الإنفاق المرتفع وما يتبعهُ من ديون التي تتعلق بالزفاف، مثل المجوهرات والحفلات، بارتفاع مخاطر الطلاق